# سواگ (آلاباما)
سواگ (به انگلیسی: Swagg) یک منطقهٔ مسکونی در ایالات متحده آمریکا است که در آلاباما واقع شده‌است. سواگ ۳۳۵٫۸۹ متر بالاتر از سطح دریا واقع شده‌است.